# Elīna Garanča
Elīna Garanča (ur. 16 września 1976 w Rydze) – łotewska mezzosopranistka.

## Życiorys
Jest córką i uczennicą Anity Garančy, profesor w Łotewskiej Akademii Muzycznej i Łotewskiej Akademii Kultury (jest to jedyna łotewska uczelnia kształcąca aktorów i reżyserów), pedagoga wokalnego w Łotewskiej Operze Narodowej oraz na kursach mistrzowskich o międzynarodowym zasięgu (m.in. w Rydze i Wiedniu). Studia śpiewu na Łotewskiej Akademii Muzycznej rozpoczęła w roku 1996. Kontynuowała studia w Wiedniu oraz w Stanach Zjednoczonych (z Virginią Zeani). Profesjonalną karierę zaczęła w Südthüringisches Staatstheater, w Meiningen, później pracowała w Operze Frankfurckiej (Frankfurt nad Menem). W roku 1999 wygrała Mirjam Helin International Singing Competition w Helsinkach.
Przełom w międzynarodowej karierze Elīny nastąpił w roku 2003 na Salzburger Festspiele, gdzie wystąpiła jako Annio w operze W.A. Mozarta Łaskawość Tytusa. Od tamtej pory zaczęła otrzymywać prestiżowe propozycje i występowała między innymi w Operze Wiedeńskiej (2004), Paryżu (2005) czy Metropolitan Opera w Nowym Jorku (2008), gdzie w 2010 roku zaśpiewała tytułową rolę w Carmen Georges'a Bizeta.

## Odznaczenia
- Order Trzech Gwiazd IV klasy (2007)[5]
- Order Trzech Gwiazd III klasy (2016)[6]